# HAVK Mladost
El HAVK Mladost es un club croata de waterpolo en la ciudad de Zagreb.

## Historia
El club fue fundado en 1945 en la ciudad de Zagreb.
Es el club de waterpolo con más títulos de campeón de Europa.

## Palmarés
- 11 veces campeón de la liga de Croacia de waterpolo masculino (1992, 1993, 1994, 1995, 1996, 1997, 1999, 2002, 2003, 2008, 2021)
- 10 veces campeón de la copa de Croacia de waterpolo masculino (1993, 1994, 1998, 1999, 2002, 2006, 2011, 2012, 2020, 2021)
- 6 veces campeón del liga de Yugoslavia de waterpolo masculino (1962, 1967, 1969, 1971, 1989, 1990)
- 1 vez campeón de la copa de Yugoslavia de waterpolo masculino (1989)
- 7 veces campeón de la Copa de Europa de waterpolo masculino (1967, 1968, 1969, 1971, 1989, 1990, 1996)
- 3 veces campeón de la Supercopa de Europa de waterpolo masculino (1976, 1989, 1996)
- 1 vez campeón de la Copa LEN de waterpolo masculino (2001)
- 2 veces campeón de la Recopa de Europa de waterpolo masculino (1976, 1999)
- 3 veces campeón de la Liga adriática de waterpolo masculino (2019, 2020)
- 2 veces campeón de la Copa COMEN (1987, 1990)
- 10 veces campeón de la liga de Croacia de waterpolo femenino (2009, 2010, 2012, 2013, 2014, 2015, 2017, 2018, 2019, 2020)